# ويليام هالسي جونيور
ويليام هالسي جونيور (بالإنجليزية: William Halsey Jr.)‏ هو ضابط أمريكي، ولد في 30 أكتوبر 1882 في إليزابيث في الولايات المتحدة، وتوفي في 16 أغسطس 1959 في Fishers Island, New York ‏ في الولايات المتحدة.

## وصلات خارجية
- ويليام هالسي جونيور على موقع الموسوعة البريطانية (الإنجليزية)
- ويليام هالسي جونيور على موقع مونزينجر (الألمانية)
- ويليام هالسي جونيور على موقع إن إن دي بي (الإنجليزية)